# Hermannia malvifolia
Hermannia malvifolia är en malvaväxtart som beskrevs av Nicholas Edward Brown. Hermannia malvifolia ingår i släktet Hermannia och familjen malvaväxter. Inga underarter finns listade i Catalogue of Life.